# Anna Bolena
Pour les articles homonymes, voir Anne Boleyn et Boleyn.
Anna Bolena (Anne Boleyn) est un opera seria en deux actes de Gaetano Donizetti, livret de Felice Romani, créé au Teatro Carcano à Milan, le 20 décembre 1830.

## Personnages
- Enrico (Henri VIII), roi d'Angleterre (basse)
- Anna Bolena (Anne Boleyn), sa femme (soprano)
- Giovanna Seymour (Jeanne Seymour), demoiselle d'honneur d'Anne (mezzo-soprano)
- Smeton (Mark Smeaton), page d'Anne (contralto)
- Lord Riccardo Percy (Henry Percy), ancien fiancé d'Anna (ténor)
- Lord Rochefort, frère d'Anne (basse)
- Sir Hervey, officier du roi (ténor)
- Courtisans, officiers, chasseurs, nobles, soldats (chœur)

## Argument
L'action, qui s'appuie sur des faits historiques, se déroule en 1536 au château de Windsor, puis à la tour de Londres.

### Acte 1
Les courtisans commentent la disgrâce de la reine Anna Bolena (Anne Boleyn) : en effet, le roi Enrico (Henri VIII) lui préfère une de ses demoiselles de compagnie, Giovanna (Jeanne Seymour). Cette dernière fait son entrée : malgré sa mauvaise conscience, elle ne peut s'empêcher d'aimer le roi. Anna Bolena arrive alors, instruite des infidélités de son royal époux, mais ignorant le nom de sa rivale. Elle demande à son page Smeton de chanter, mais la chanson la trouble et elle l'interrompt. Tous se retirent, sauf Giovanna, qui est bientôt rejointe par le roi. La demoiselle de compagnie dit au monarque ne plus supporter cet amour clandestin : Enrico lui promet alors le mariage. Il lui annonce également qu'il compte se débarrasser d'Anna en l'accusant d'adultère, tout en lui épargnant la moindre cruauté.
Afin de piéger son épouse, le roi met fin à l'exil de Riccardo Percy, ancien fiancé de la reine, et rappelle celui-ci à la cour. Or Percy aime encore Anna et est très heureux de la revoir. De son côté, Anna est troublée. Tandis que Lord Rochefort — le frère d'Anna et l'ami de Percy — s'inquiète de la situation, le roi demande à Hervey de surveiller Anna et Percy.
Le page Smeton, lui aussi secrètement amoureux de la reine, s'introduit dans les appartements de celle-ci afin de lui dérober son portrait. À l'arrivée inattendue de la souveraine, l'adolescent se dissimule, puis assiste, malgré lui, à l'entretien entre Anna et Percy. Tandis que ce dernier déclare sa flamme à la reine, celle-ci, terrorisée, le repousse. Désespéré, Percy dégaine alors son épée et menace de se tuer. Smeton sort de sa cachette pour l'en empêcher. Rochefort, puis Enrico arrivent. Estimant qu'il a pris Anna sur le fait, le roi fait arrêter Percy, Rochefort et Smeton, puis prévient Anna qu'elle sera jugée.

### Acte 2
Giovanna implore la reine : elle doit plaider coupable pour sauver sa tête. Elle lui avoue aussi que c'est elle sa rivale. Anna finit par lui pardonner.
Hervey dit à la reine que Smeton a fait des aveux qui la compromettent. Anna supplie Enrico de lui épargner le déshonneur d'un procès. Percy disculpe Anna, tandis que cette dernière déclare que son seul crime a été de sacrifier son amour pour Percy pour le trône. Malgré les supplications de Giovanna, Enrico condamne à mort Anna, Percy, Rochefort et Smeton.
Hervey annonce à Percy et Rochefort que le roi les gracie, mais les deux hommes refusent de vivre si Anna doit mourir.
Emprisonnée dans la tour de Londres, Anna a perdu la raison et s'imagine au jour de ses noces. Les quatre condamnés sont exécutés, alors que les réjouissances pour le mariage d'Enrico et Giovanna battent leur plein.

## Historique
Écrite pour la grande cantatrice Giuditta Pasta, l'œuvre est jouée régulièrement jusqu'à la fin du XIXe siècle.
À la mort du compositeur, le critique de la Revue des Deux Mondes estime qu'Anna Bolena figure parmi les compositions lyriques de Donizetti qui lui survivront.
L'œuvre disparaît néanmoins du répertoire pendant plusieurs décennies et il faut attendre 1947 pour que le Gran Teatre del Liceu de Barcelone, la mette à l'affiche, à l'occasion du centenaire du théâtre (il s'agit du premier opéra qui y est donné), avec Sara Scuderi, Giulietta Simionato et Cesare Siepi.
En 1957, a lieu la prestigieuse reprise à La Scala de Milan, avec Maria Callas, dans une production de Luchino Visconti.
Depuis, la liste des cantatrices qui se sont illustrées dans le rôle inclut Leyla Gencer, Beverly Sills, Renata Scotto, Montserrat Caballé, Edita Gruberova, Mara Zampieri, Cecilia Gasdia, Anna Netrebko, Marina Rebeka ou Elsa Dreisig.

## Discographie sélective
- 1957 - Maria Callas, Giulietta Simionato, Gianni Raimondi, Nicola Rossi-Lemeni - Coro e Orchestra del Teatro alla Scala, Gianandrea Gavazzeni -CD's: Divinarecords( à paraître), Verona, Melodram et GOP edition
- 1969 - Elena Souliotis, Marilyn Horne, John Alexander, Nicolai Ghiaurov - Chœur de l'Opéra de Vienne, Orchestre philharmonique de Vienne, Silvio Varviso - (Decca)
- 1972 - Beverly Sills, Shirley Verrett, Stuart Burrows, Paul Plishka - John Alldis Choir, London Symphony Orchestra, Julius Rudel - (DG)
- 1994 - Edita Gruberova, Delores Zeigler, José Bros, Stefano Palatchi - Chœur et orchestre de la Radio Hongroise, Elio Boncompagni - (Nightingale)
- 2011 - Anna Netrebko, Elina Garanca, Ildebrando D'Arcangelo, Francesco Meli, Chœur et orchestre du Wiener Staatsoper, Evelino Pidò - (DVD Deutsche Grammophon)

## Sources
- Charles Osborne, The Bel Canto Operas, Amadeus Press, 1996,  (ISBN 0-9313-4084-5) (OCLC 30757458)